# Дієцезія Гельсінкі

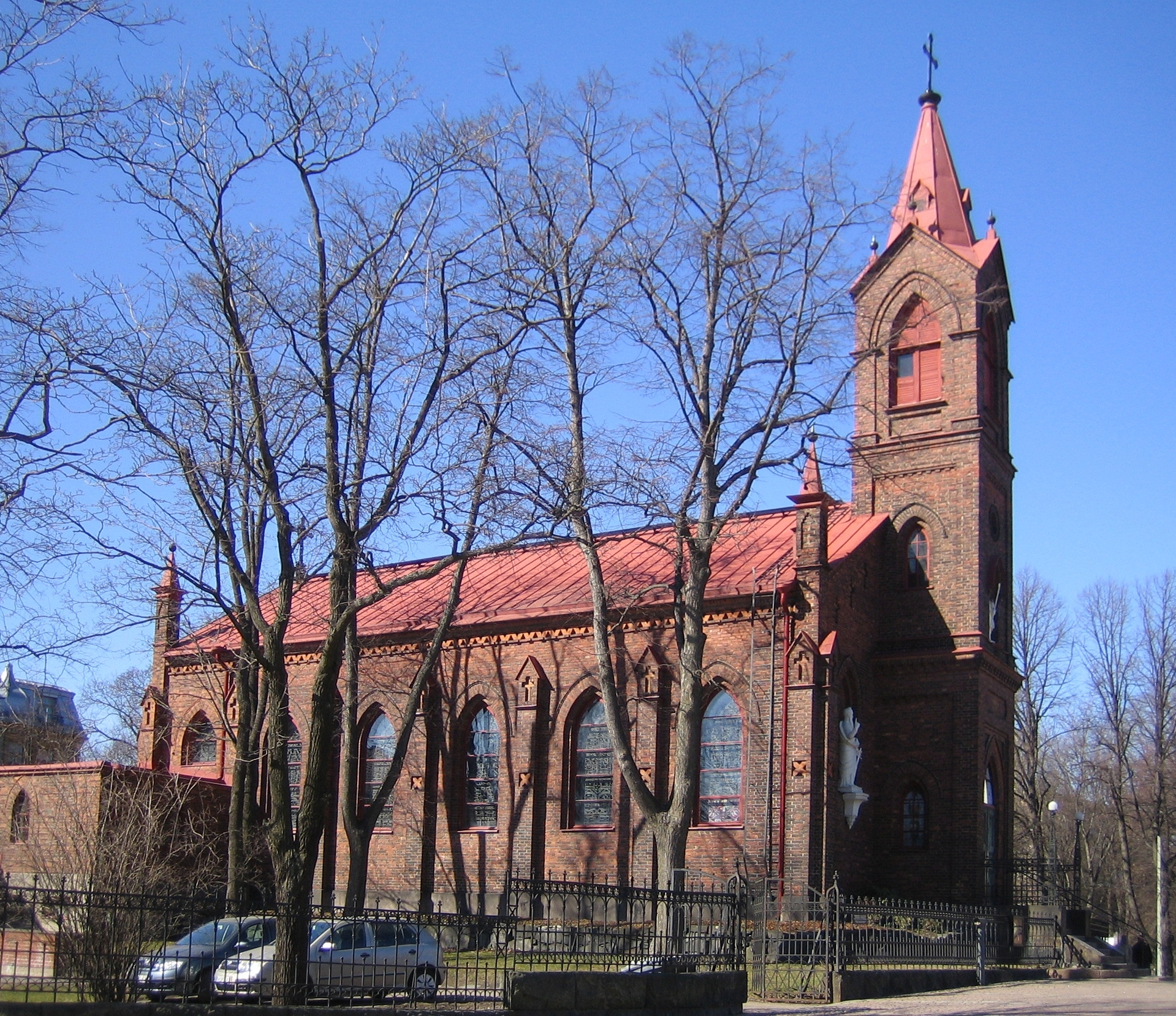
Кафедральний собор святого Генрі в Гельсінкі

Дієцезія Гельсінкі (лат. Dioecesis Helsinkiensis) – єдина Римо-католицька дієцезія в Фінляндії, що охоплює всю країну. Осідком єпископа є кафедральний собор святого Генрі в Гельсінкі.

## Історія
За рішенням шведського короля Густава Ваза Швеція, а також Фінляндія, що входила у той час до її складу, перейшла на лютеранство. Власність церкви було відчужено і утворено національну церкву очолювану королем. 
За часів російського панування першу католицьку парафію в Гельсінкі було засновано 1856 року. Після здобуття незалежності, 8 червня 1920 папа Бенедикт XV відокремив від Могильовської архідієцезії Фінський апостольський вікаріат, що опікувався католиками усієї країни. 25 лютого 1955, він був перетворений у дієцезію Гельсінкі.